# Человеко-ориентированное освещение
Человеко-ориентированное освещение (англ. Human Centric Lighting) — это концепция искусственного освещения помещений, которая помимо традиционных для систем искусственного освещения критериев зрительного воздействия (например, освещенность, яркость, индекс цветопередачи) учитывает невизуальные (биологические) и эмоциональные эффекты освещения.
Под человеко-ориентированным освещением  обычно понимают адаптацию искусственного освещения, в соответствии с суточным циклом изменения дневного света в рамках естественного освещения. Помимо ключевого критерия — освещённости, также большее значение приобретает изменение цветовой температуры света. В рамках человеко-ориентированного освещения, предполагается, что спектр излучения систем искусственного освещения, должен имитировать изменения спектра естественного освещения. Так же как и при естественном освещении, спектральная плотность излучения должна изменяться в течение дня от высоких уровней синего цвета утром до полного отсутствия синего цвета вечером. Изменяющийся свет оказывает прямое влияние на синхронизацию биологических часов и высвобождение гормона сна мелатонина из шишковидной железы через меланопсинсодержащие светочувствительные ганглиозные клетки в глазу.

## Применение
Концепции освещения, основанные на физиологии человека, особенно актуальны для помещений с постоянным пребыванием людей, в условиях недостаточной естественной освещенности или и вовсе полного отсутствия дневного света или отсутствующим дневным светом. В стандарте DIN SPEC 67600 предоставлены рекомендации по планированию рабочих и нерабочих мест в дополнение к другим стандартам, относящимся к планированию, например, таким как DIN EN 12464-1. Целями применения систем человеко-ориентированного освещения являются стабилизация внутренних часов, а также содействие концентрации, регенерации, настроению и готовности выполнять. Для реализации концепций освещения, подобного дневному свету, используются системы управления освещением, которые бесступенчато контролируют кривую цветовой температуры и освещенность в соответствии с потребностями и/или заданными спецификациями.

## Схожие термины
В русскоязычных источниках источниках также упоминаются схожие по смыслу термины. В частности, биодинамическое освещение Архивная копия от 20 марта 2020 на Wayback Machine, биологически и эмоционально эффективное освещение, квази-естественное освещение.